# خانه باغ چهار برج توس
خانهٔ باغ چهار برج توس؛ نام خانه‌ای تاریخی مربوط به دورهٔ قاجار است و در شهرستان مشهد، روستای چهاربرج واقع شده و این اثر در تاریخ ۶ مهر ۱۳۸۴ با شمارهٔ ثبت ۱۳۵۰۰ به‌عنوان یکی از آثار ملی ایران به ثبت رسیده‌است.